# Stenbastugränd

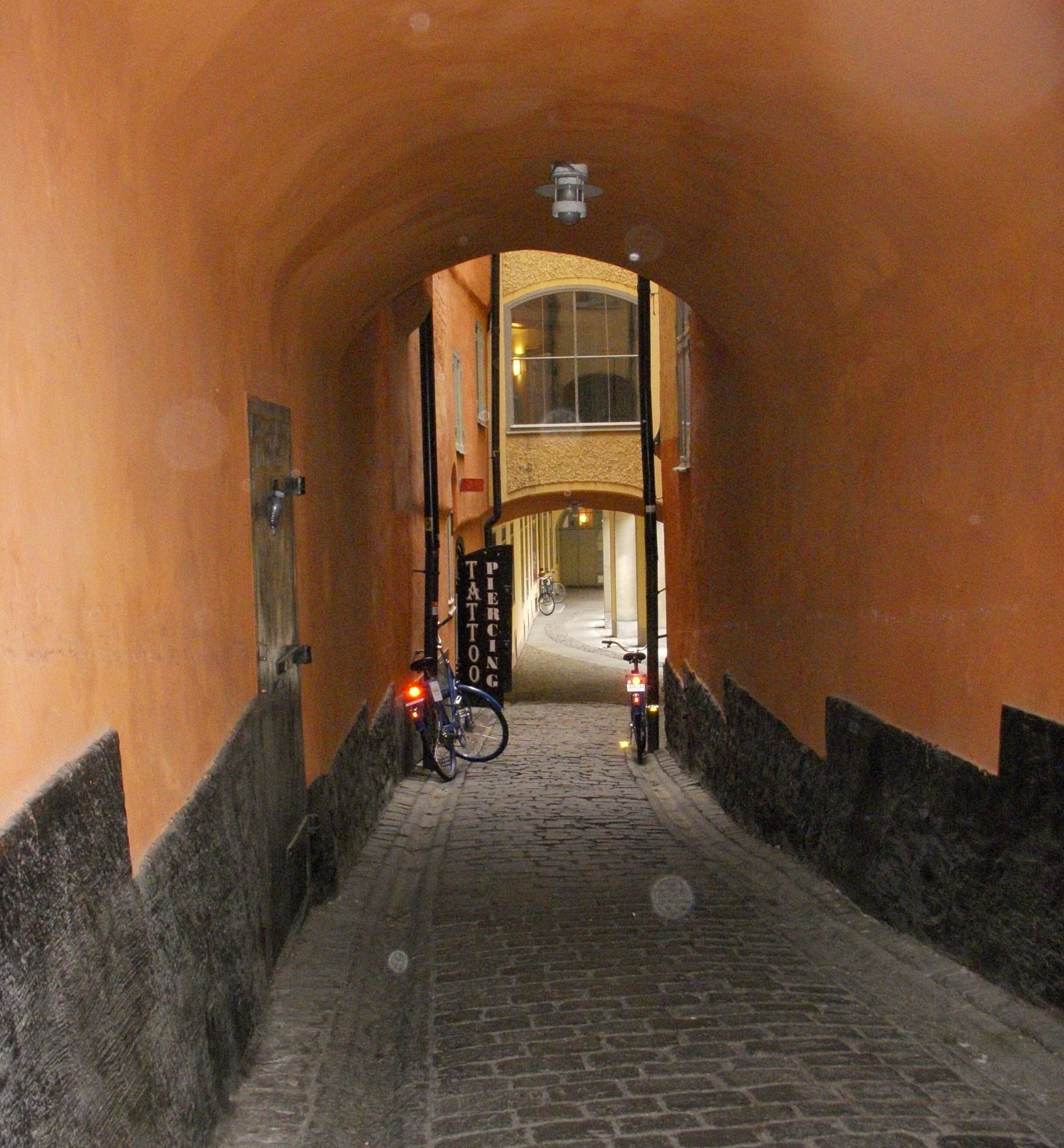
Stenbastugränd från Västerlånggatan mot Kanslihusannexets gård.

 Stenbastugränd  är en gata i Gamla stan i Stockholm, som går från Västerlånggatan till det runda Brantingtorget inne i kvarteret Cephalus. Den hette från början Urvädersgränd, efter en Nils Månsson Urväder som levde här på 1480-talet. Eftersom det fanns en gränd med samma namn på Södermalm byttes namnet 1925 till Stenbastugränd efter den stenbastu som låg här.
Gränden var fram till 1940-talet mycket längre och sträckte sig mellan kvarteren Nessus och Minotaurus ända fram till Myntgatan. Genom saneringen av kvarteret Cephalus klipptes samtliga tre inom området befintliga gränder (Klockgjutargränd, Kolmätargränd och Stenbastugränd) av och slutar sedan dess i Kanslihusannexets runda innergård. Öppningarna mot Västerlånggatan finns kvar.